# Spišská Belá zastávka
Spišská Belá zastávka (pol. Biała Spiska przystanek) – przystanek osobowy i mijanka w miejscowości Biała Spiska (sł. Spišská Belá) w powiecie Kieżmark, w kraju preszowskim, na Słowacji.
Do Białej Spiskiej kolej dotarła w 1892.
Na przystanku znajduje się używany zgodnie z przeznaczeniem budynek stacyjny. Utwardzony, oświetlony peron. Brak zadaszenia i wiat przystankowych.